# Антонінув (Равський повіт)
Антонінув (пол. Antoninów) — село в Польщі, у гміні Біла-Равська Равського повіту Лодзинського воєводства.
Населення — 75 осіб (2011).
У 1975-1998 роках село належало до Скерневицького воєводства.

## Демографія
Демографічна структура станом на 31 березня 2011 року:
|          | Загалом | Допрацездатний вік | Працездатний вік | Постпрацездатний вік |
| -------- | ------- | ------------------ | ---------------- | -------------------- |
| Чоловіки | 40      | 7                  | 22               | 11                   |
| Жінки    | 35      | 7                  | 19               | 9                    |
| Разом    | 75      | 14                 | 41               | 20                   |